# Bimota GB1
La Bimota GB1 è una motocicletta da competizione prodotta nel 1993 dalla casa motociclistica riminese Bimota. Il nome, come da nomenclatura standard della casa, sta ad indicare che questo è cronologicamente il primo modello dotato di propulsore Gilera.

## Storia
Realizzata da Bimota per Gilera in due esemplari, la moto era concepita per partecipare al Campionato Italiano Velocità, nella sezione Supermono riservata a motociclette spinte da motori monocilindrici di elevata cubatura, come sostituta della Gilera Piuma e aveva come avversaria d'elezione la Ducati Supermono, con proprio quest'ultima che si aggiudicò il titolo nazionale guidata da Mauro Lucchiari.
Il debutto in gara della moto si ebbe nel marzo 1993 sul circuito di Misano con in sella il pilota Gianluca Galasso, che portò la moto al quarto posto finale nonostante la moto fosse stata completata solo durante la settimana precedente alla gara e alla quarta gara del campionato la moto conquistò la vittoria. Dei due esemplari ne è rimasto solo uno, che si trova al Museo Piaggio privo di una collocazione espositiva. Quando il gruppo Piaggio decise di sospendere la produzione dei grossi monocilindrici Gilera Bi4, la Bimota decise di rivolgersi ad un altro fornitore di propulsori per le sue monocilindriche da gara e la scelta cadde sul motore della BMW F650 prodotto dalla Rotax, dando così vita alla BB1 Supermono.

## Tecnica
Il progettista Pierluigi Marconi scelse per la moto un telaio a traliccio di tubi di sezione ovale in acciaio al cromo-molibdeno e anche il forcellone è realizzato con la medesima tecnica costruttiva, mentre una coppia di piastre in alluminio fungono da collegamento tra questi elementi, una scelta tecnica che si sarebbe ritrovata oltre dieci anni dopo sulle successive DB7 e DB8. La forcella anteriore da 43 mm prodotta da Paioli era del tipo tradizionale e anche il monoammortizzatore posteriore proveniva dallo stesso fornitore mentre sul secondo esemplare vennero montati una forcella da 41 mm (sempre della Paioli) e un monoammortizzatore Öhlins. Il telaietto reggisella è ridotto ai minimi termini e sostiene anche il silenziatore dell'impianto di scarico, che passa sotto al codone. Quest'ultimo è integrato con la sella e il copriserbatoio e, rimuovendo tutto il pezzo si ha un'elevata accessibilità al motore.
Il propulsore apparteneva alla famiglia dei Gilera Bi4 ed era lo stesso della Gilera 750 RC, la moto con cui la casa di Arcore partecipò alla Parigi-Dakar del 1993, adeguato alle nuove condizioni d'uso: un monocilindrico di 743 cm³ a quattro valvole con alimentazione ad iniezione elettronica Bimota-Weber che sviluppava una potenza di 77 CV a 8.800 giri/min. L'eliminazione del contralbero di equilibratura (presente sulla moto di serie da cui proveniva il motore) per incrementarne le prestazioni portò a eccessive vibrazioni che ne minarono l'affidabilità, causando numerose rotture.